# Qasem-Ali Zahirnejad
Qasem-Ali Zahirnejad (Ardabil, 1924 – Teheran, 13 ottobre 1999) è stato un generale iraniano dopo la rivoluzione islamica del 1979.

## Biografia
Zahirnejad iniziò i suoi studi nell'università militare "Imam Ali" nel 1951, nel 1976 si ritirò dall'esercito con il grado di tenente colonnello nel 1979 vi rientrò in seguito all'inizio della ribellione in Kurdistan e fu nominato comandante della 64ª divisione stanziata ad Urmia.
Nel 1980 fu promosso generale di brigata e fu messo al comando della gendarmeria iraniana e il 9 ottobre 1981 nominato presidente dello stato maggiore congiunto, durante la Guerra Iran-Iraq il suo metodo di comando classico lo fece scontrare con il Corpo delle guardie della rivoluzione islamica un'unità che invece sosteneva l'uso di piccole forze di fanteria e equipaggiamento corazzato, il 6 novembre 1989 fu promosso maggior generale e nel 1999 morì a causa di un ictus.